# إس تي إكس إنترتينمنت
إس تي إكس للترفيه أو إس تي إكس إنترتينمنت (بالإنجليزية: STX Entertainment)‏ شركة أمريكية للإنتاج الإعلامي والسينمائي متخصصة في إنتاج وتوزيع وتسويق الأفلام (STXfilms)، البرامج والمسلسلات التلفزيونية (STXtelevision)، الوسائط الرقمية (STXdigital)، الأحداث الحية والواقع الافتراضي (STXsurreal). تأسست الشركة سنة 2014 باستثمارات وتمويلات من أفراد وشركات من الصين والولايات المتحدة الأمريكية.

## الأفلام
| عنوان الفيلم                                                                                | تاريخ الصدور   | شباك التذتكر      | شباك التذتكر      |
| عنوان الفيلم                                                                                | تاريخ الصدور   | الميزانية         | العائدات          |
| ------------------------------------------------------------------------------------------- | -------------- | ----------------- | ----------------- |
| الهدية (بالإنجليزية: The Gift)‏                                                              | 7 أغسطس 2015   | 5 ملايين دولار    | 59 مليون دولار    |
| السر في أعينهم (بالإنجليزية: The Secret in Their Eyes)‏                                      | 20 نوفمبر 2015 | 19.5 مليون دولار  | 34.9 مليون دولار  |
| الولد (بالإنجليزية: The Boy)‏                                                                | 22 يناير 2016  | 10 مليون دولار    | 64.2 مليون دولار  |
| ولاية جونز الحرة (بالإنجليزية: Free State of Jones)‏                                         | 24 يونيو 2016  | 50 مليون دولار    | 25 مليون دولار    |
| أمهات سيئات (بالإنجليزية: Bad Moms)‏                                                         | 29 يوليو 2016  | 20 مليون دولار    | 183.9 مليون دولار |
| عتبة السابعة عشر (بالإنجليزية: The Edge of Seventeen)‏                                       | 18 نوفمبر 2016 | 9 مليون دولار     | 18.8 مليون دولار  |
| ذا باي باي مان (بالإنجليزية: The Bye Bye Man)‏                                               | 13 يناير 2017  | 7.4 مليون دولار   | 26.7 مليون دولار  |
| الفضاء الذي بيننا (بالإنجليزية: The Space Between Us)‏                                       | 3 فبراير 2017  | 30 مليون دولار    | 14.8 مليون دولار  |
| الدائرة (فيلم 2017) (بالإنجليزية: The Circle)‏                                               | 28 أبريل 2017  | 18 مليون دولار    | 40.7 مليون دولار  |
| فاليريان والمدينة ذات الألف كوكب (بالإنجليزية: Valerian and the City of a Thousand Planets)‏ | 21 يوليو 2017  | 177.2 مليون دولار | 225.9 مليون دولار |
| الأجنبي (بالإنجليزية: The Foreigner)‏                                                        | 13 أكتوبر 2017 | 35 مليون دولار    | 145.4 مليون دولار |
| كريسماس الأمهات السيئات (بالإنجليزية: A Bad Moms Christmas)‏                                 | 01 نوفمبر 2017 | 28 مليون دولار    | 130.6 مليون دولار |
| لعبة مولي (بالإنجليزية: Molly's Game)‏                                                       | 25 ديسمبر 2017 | 30 مليون دولار    | 53.4 مليون دولار  |
| وكر اللصوص (بالإنجليزية: Den of Thieves)‏                                                    | 19 يناير 2018  | 30 مليون دولار    | 79.5 مليون دولار  |
| غرينغو (بالإنجليزية: Gringo)‏                                                                | 9 مارس 2018    | غير موجود         | 8.7 مليون دولار   |
| أشعر أنني جميلة (بالإنجليزية: I Feel Pretty)‏                                                | 20 أبريل 2018  | 32 مليون دولار    |                   |

## وصلات خارجية
- إس تي إكس إنترتينمنت على موقع IMDb (الإنجليزية)